# Эргодическая гипотеза
Эргодическая гипотеза (др.-греч. ἔργον — работа и ὁδός — путь) в статистической физике — предположение о том, что средние по времени значения физических величин, характеризующих систему, равны их средним статистическим значениям; служит для обоснования статистической физики.
В физике и термодинамике эргодическая гипотеза говорит, что за длительные периоды времени время, проведённое частицей в некоторой области фазового пространства микросостояний с той же самой энергией, пропорционально объёму этой области, то есть что все доступные микросостояния равновероятны за длительный период времени. 
Эргодическая гипотеза часто принимается в статистическом анализе.
Более простыми словами, если вы 10 раз кинули одну монету, и в каком-то проценте случаев получили орла, это вообще говоря не означает, что если вы возьмете 10 монет и каждую из них кинете 1 раз, то в таком же проценте случаев получите орла. Возможен такой сценарий, что вам попалась странная монета, которая всегда падает орлом вверх, а если вы возьмете 10 монет, то все они окажутся странными, и примерно половина из них всегда будет падать орлом вверх, а другая половина всегда будет падать решкой вверх. Или например часть из них окажется странными, а часть — обычными. Эргодическая гипотеза говорит, что странных монет не бывает. 